# Jean Baptiste Siméon Chardin
Jean Baptiste Siméon Chardin (Pariz, 2. studenog 1699. – Pariz, 6. prosinca 1779.), francuski slikar rokokoa; najznačajniji slikar poetičnih i realističnih mrtvih priroda, prizora u interijerima, karakternih figura i portreta u francuskom slikarstvu 18. stoljeća.

## Život i djelo
Chardin je kratko vrijeme bio učenik P. J. Cazesa i N. Coypela. Svojom je opsjednutošću velikim povijesnim prizorima i veličanstvenim portretima već unaprijed bio obilježen kao slikar drugoga reda. No, ubrzo je tu klasifikaciju pretvorio u vlastitu prednost postavši veoma popularan u građanskom staležu. 
Već se samim odabirom tema, žanr-scena, mrtve prirode i portreta bitno suprotstavlja pomodnoj maniri aristokrata kasnoga baroka i rokokoa slikajući domaćinske, građanske intimne interijere s likovima u zatvorenim i tamnim prostorima. Kao pronicljiv društveni promatrač, on pokazuje poseban dar za prikazivanje života nižih slojeva pariškog građanskog društva u 18. stoljeću koji dane provode u skromnim prostorijama. Upravo te prostorije za njih znače udoban životni prostor u kojem treba uživati i koji valja cijeniti. Pojedinosti iz svijeta pripadnika niže srednje klase – priprosti dom i svakodnevni predmeti – na skromnim se platnima prikazuju toplim, ružičastim tonovima uz ugodan naturalizam. Na njegovim slikama kao što su Kućepaziteljica, Guvernanta, Baloni od sapunice, opaža se razvoj umjetnikove jedinstvene vizije, njegovog senzibiliteta i metode prikazivanja koji se savršeno uklapa u odmjereni, razumni etos 18. stoljeća.
Naslikati psihološki prikaz modela bio je jedan od osnovnih zahtjeva realističkoga Chardinova portreta. Portrete, uglavnom djece, vezuje s nekom radnjom, tj. poistovjećuje s nekom žanr-scenom, najčešće kao dio neke komorne scene ili prikaza u interijeru (Djevojčica s reketom; Dječak sa zvrkom; Mala učiteljica; Kula od karata). Upravo intimnost tih kompozicija osnovna je odlika Chardinova slikarstva. 
Na brojnim, jednostavno komponiranim mrtvim prirodama pokazuje predmete s najraznolikijim bogatstvom sadržaja: od Lule i vrčeva do Bakrenog kotla, Kolača ili pak Raže i Zeca. Njegove mrtve prirode su vjerne i sažete, dok pozornost posvećuje izradi detalja i rafiniranim nijansama boje koje uz ostalo pridonose monumentalnom izgledu njegovih ostvarenja (Srebrni vrč, Bakreni kotao i mrtvi zec, Mrtva priroda sa šalicom, Mrtva priroda sa staklenkom ukiseljenog luka).
Jednostavnost svagdašnjice dovedena do monumentalnosti Chardina je dovela do velike popularnosti još za života, a u povijesti mu europske likovne umjetnosti osigurala mjesto slikara građanskog sloja i malih, običnih ljudi. Uloga toga velikog slikara u povijesti slikarstva mnogo je veća i važnija nego li se to na prvi pogled može činiti. 
Potkraj života je oslijepio i radio isključivo u pastelu, između ostalog brojne autoportrete.
Do smrti, Jean Baptiste Simeon Chardin postao je jedan od onih velikih umjetnika čija je snaga djela zadirala i izvan područja umjetnosti i slikarstva i upozoravala na rastuću snagu buržoazije i jačanje njezina duha što će već nepuno desetljeće poslije, upravo u samome Parizu, veličanstveno i dramatično stupiti na svjetsku povijesnu pozornicu.

## Vanjske poveznice
- WebMuseum: Jean-Baptiste-Siméon Chardin.